# О’Бирн, Брайан Фрэнсис
Бра́йан Фрэ́нсис О’Би́рн (ирл. Brían Francis O'Byrne; также распространено написание фамилии как О’Берн; род. 16 мая 1967) — ирландский актёр кино, театра и телевидения.

## Биография
О’Бирн родился в Маллахе, деревне на юго-востоке графства Каван   16 мая 1967 года. Он обучался в дублинском Тринити-колледже, где посещал Центр Сэмюэля Беккета, обучаясь актёрскому мастерству. Брайан переехал в Нью-Йорк в 1990 году, где был включён в труппу ирландского Репертуарного театра. Его первой ролью стала работа  в спектакле «Филадельфия, я приезжаю!» по пьесе Брайана Фрила.
Брайан женат на актрисе Хезер Голденхерш (род. 1973). У пары две дочери.
Актёрские заслуги Брайана Ф. О’Бирна отмечены несколькими престижными наградами, среди которых Драма Деск, «Спутник», «Тони» и  Gotham Awards.